# Цветоха (река)
Цветоха (укр. Цвітоха) — река в Шепетовском и Славутском районах Хмельницкой области Украины. Правый приток Горыни, бассейн Днепра.
Длина реки 39 км. Площадь водосборного бассейна 368 км². Уклон 1,7 м/км. Долина корытообразная. Русло шириной до 5 м. Используется для сельскохозяйственных нужд.
Основные притоки — Гуска и Косецкая.